# Abu-l-Hàssan an-Nàssir li-din-Al·lah
Abu-l-Hàssan an-Nàssir li-din-Al·lah Àhmad ibn al-Hadi Yahya o, més senzillament, An-Nàssir Àhmad fou el tercer imam zaidita ràssida del Iemen i fill del fundador al-Hadi ilà-l-Haqq Yahya i de la seva neboda Fàtima (filla de son germà); el successor d'al-Hadi Yahya fou el seu fill Muhammad al-Mutada.
Muhammad i Àhmad havien acompanyat al pare des de l'Hedjaz fins al Iemen el 897. Encara que a Ahmad ja se l'esmenta el 898, fins al 907/908 no apareix com a cap militar del seu pare. Després va retornar a l'Hedjaz on va passar un temps llarg. Després de l'abdicació en circumstàncies confoses de Muhammad al-Mutada, al-Nasir Ahmad ibn al-Hadi Yahya, que havia tornat al Iemen feia poc, fou escollit imam a Sa'dah el setembre del 913, i hauria rebut el suport per ser elegit de Muhammad al-Murtada. Ahmad amb forces reunides a Hamdan, Najran i Khawlan va lluitar contra els partidaris dels dais fatimites ismaïlites especialment de la zona del Jabal Maswar que va culminar el gener del 920 amb una gran batalla lliurada a Nughash al nord-oest de Sanaa, en què Ahmad va aconseguir la victòria sobre Abd al-Hamid ibn Muhammad, el cap ismaïlita del Jabal Maswar, tot i que les forces d'aquest eren superiors en nombre. La influència dels ismaïlites (anomenats karamites o batinites) es va reduir considerablement. No apareix gaire a les fonts, però sembla clar que va conquerir Aden el 922/923.
Va morir aSa'dah el 927/928 o 934 o 937, la darrera és la data citada més sovint. Va deixar cinc fills dels que almenys dos van aspirar a la successió, però el que va tenir més suport fou un descendent de Zayd ibn Allah que era d'una branca diferent de la família.